# Tektoniek

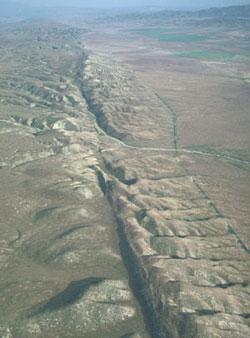
De San Andreas Fault in Californië is het gevolg van tektonische zijschuiving.

Tektoniek (van het Grieks tektonikós: bouwwerk) is het geheel aan bewegingen en vervormingen (zoals breuken en plooien) in het vaste oppervlak van een planeet (de korst). De term wordt ook gebruikt voor het vakgebied binnen de geologie dat dit proces bestudeert.
Tektoniek bestudeert de processen, mechanismen en krachten die geleid hebben tot vervormingen in de korst. De bestudering van de vervormingen zelf valt onder de structurele geologie. De natuurkundige achtergrond van tektoniek wordt bestudeerd door de continuümmechanica.
Sinds de jaren zestig worden op Aarde de meeste tektonische verschijnselen verklaard met de theorie van de platentektoniek. Op andere hemellichamen in het zonnestelsel komt dit niet voor en worden vervormingen van de planeetkorst met andere mechanismen verklaard.

## Mechanische achtergrond
Tektonische processen zijn altijd het gevolg van mechanische spanningen in de korst. Spanning leidt tot de deformatie van het materiaal waar de spanning op werkt. In een planeetkorst kan deformatie zowel bros (discontinu) als ductiel/plastisch van karakter zijn, afhankelijk van materiaaleigenschappen en de druk en temperatuur waaronder het materiaal zich bevindt.
Er kunnen twee typen spanning onderscheiden worden: rekspanning en compressieve spanning. De eerste leidt tot uitrekking van materiaal, de tweede tot compressie van materiaal.
In de korst van een planeet kunnen op veel manieren mechanische spanningen ontstaan. Hieronder staan een aantal processen die voor spanningen kunnen zorgen. De meeste van deze processen hebben betrekking op de Aarde, maar werken ook op sommige andere terrestrische planeten.

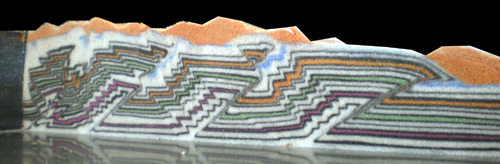
Experimentele deformatie in zandlaagjes door compressie. Er zijn zowel overschuivingen als plooien te zien.

### Tektonische regimes
Als gevolg van opgewekte mechanische spanningen kunnen drie soorten tektonische regimes in de korst voorkomen:
- Bij compressieve spanning zal sprake zijn van overschuivingstektoniek. De korst beweegt naar elkaar toe en verdikt in zulke gebieden. Er ontstaan plooien en opschuivingen. Dit leidt tot gebergtevorming.
- Bij rekspanning zal sprake zijn van extensietektoniek. De korst beweegt uit elkaar en verdunt in zulke gebieden. Er ontstaan afschuivingen en slenken. Uiteindelijk kunnen riften ontstaan.
- Bij schuifspanning zal sprake zijn van zijspanningstektoniek. De korst beweegt "langs elkaar". Er ontstaan zijschuivingen en zogenaamde pull apart basins. Voorbeelden zijn de Dode Zee of het Baikalmeer.

## Platentektoniek

Schematische voorstelling van platentektoniek. Convectiestroming in de aardmantel drijft bewegingen van tektonische platen in de lithosfeer aan.

In de Aarde ontstaan tektonische spanningen vooral door een proces dat platentektoniek genoemd wordt. De Aarde kan op grond van natuurkundige eigenschappen verdeeld worden in een aantal lagen. De buitenste laag is de lithosfeer, die behalve de korst ook een deel van de mantel beslaat. De lithosfeer is relatief koud en heeft daardoor een relatief hoge weerstand tegen deformatie. Onder de lithosfeer bevindt zich de asthenosfeer, een warme, makkelijk deformeerbare laag. De grens tussen de lithosfeer en de asthenosfeer is het vlak (de isotherm) waar de temperatuur precies 1350°C is. De asthenosfeer deformeert ("stroomt") makkelijk, zodat ze op grote schaal mechanisch als een vloeistof kan worden beschouwd.
In de Aarde werken vanwege convectiestroming in de asthenosfeer krachten op de lithosfeer. Deze zorgen ervoor dat stukken lithosfeer, die tektonische platen genoemd worden, ten opzichte van elkaar kunnen bewegen. De beweging van deze platen vormt op Aarde de belangrijkste factor die het tektonische regime bepaalt. Waar twee platen naar elkaar bewegen heerst compressieve spanning in de lithosfeer; waar twee platen uit elkaar bewegen rekspanning. Als twee platen langs elkaar bewegen zal dit voor schuifspanning zorgen.

### Divergente plaatgrenzen
Waar twee platen uit elkaar bewegen spreekt men van een divergente plaatgrens. Op zulke plekken heersen rekspanningen in de lithosfeer, die voor extensietektoniek zorgen. De lithosfeer wordt hier dunner, zodat de hete asthenosfeer minder diep ligt. Wanneer de verdunning lang genoeg doorgaat kan de asthenosfeer aan het oppervlak komen om daar te stollen als nieuwe lithosfeer. Zo groeien de tektonische platen aan weerszijden van een convergente plaatsgrens aan. Dit proces wordt spreiding genoemd.

### Convergente plaatgrenzen
Plekken waar twee platen naar elkaar toe bewegen worden convergente plaatgrenzen genoemd. Hier heerst compressiespanning in de lithosfeer en zal overschuivingstektoniek plaatsvinden. Op sommige plekken beweegt een plaat onder de andere, om vervolgens in de aardmantel te zinken. Deze plekken worden subductiezones genoemd en het de mantel in bewegen van een plaat heet subductie.
Langs een subductiezone zal de subducerende plaat naar beneden gedrukt worden en ombuigen als gevolg van de overrijdende plaat. De depressies die zo ontstaan worden voorlandbekkens genoemd.
Waar de platen tegen elkaar aan bewegen zal de lithosfeer verdikken, een proces dat orogenese wordt genoemd. Hierbij ontstaan gebergtegordels.

## Isostasie
Omdat de Aardse asthenosfeer op grote tijdschaal als een vloeistof kan stromen, geldt voor de bovenliggende lithosfeer het principe van isostasie.

Isostatisch evenwicht wil zeggen dat de lithostatische druk van de gesteentekolom op verschillende plekken gelijk is. In de figuur zijn drie situaties afgebeeld: 1 = gebergte of plateau; 2 = volledig gevuld bekken; 3 = onvolledig gevuld bekken. De uitgeschreven formules rechts geven de lithostatische druk in de drie situaties, waarbij h de hoogte van een deel van de kolom is, g de zwaartekrachtsversnelling; ρ_{L} de dichtheid van de lithosfeer; ρ_{A} de dichtheid van de asthenosfeer; ρ_{S} de dichtheid van sediment in het bekken; ρ_{W} de dichtheid van zeewater en P de lithostatische druk.

### Tektonische isostasie
Volgens het principe van isostasie "drijft" de lithosfeer dan wel op de ondergelegen asthenosfeer, maar door verschillen in dikte (Airy-isostasie) of dichtheid (Prattisostasie) bevindt de asthenosfeer zich niet op alle punten even diep. De diepte van de onderkant van de lithosfeer wordt (wanneer er geen andere krachten werken) bepaald door het isostatisch evenwicht. Dit evenwicht houdt in dat op een willekeurig genomen referentiehoogte de druk, die wordt veroorzaakt door het gewicht van de zich erboven bevindende gesteentekolom (de zogenaamde lithostatische druk), overal gelijk is. Wanneer de lithosfeer dunner wordt, zal opwaartse beweging plaatsvinden; wanneer ze dikker wordt zal ze dieper wegzakken in de asthenosfeer.
Dit dunner worden kan bijvoorbeeld als gevolg van de verwijdering van materiaal aan de bovenkant (denudatie: bijvoorbeeld door erosie, maar ook door bijvoorbeeld het afsmelten van een ijskap). Door compressie, zoals bij de vorming van gebergten, zal de lithosfeer dikker worden en verder in de asthenosfeer wegzakken. Een voorbeeld van een dichtheidsverschil is het verschil tussen continentale en oceanische lithosfeer. Het tweede type is dichter en zal daarom dieper liggen.
Met het principe van isostasie kan bijvoorbeeld berekend worden hoeveel de tektonische daling zal zijn wanneer er een dikke laag sediment wordt afgezet, een ijskap op een continent komt te liggen of door overschuivingen de korst dikker wordt. Op vergelijkbare manier kan worden berekend hoeveel de tektonische opheffing van de bodem zal zijn wanneer er sediment weg erodeert, een ijskap smelt of de korst door afschuivingen dunner wordt. Ook het zeeniveau heeft invloed: hoe hoger de zeespiegel hoe groter het gewicht van de kolom materiaal die op de asthenosfeer drukt. Natuurlijke processen als erosie, sedimentatie, vergletsjering, klimaatverandering of veranderingen van het zeeniveau kunnen daarom een grote invloed op tektonische spanningen in de Aarde hebben.

### Thermische isostasie
Omdat met de temperatuur van gesteente de dichtheid verandert, kunnen temperatuursveranderingen het isostatisch evenwicht beïnvloeden.
De warmtestroom uit het binnenste der Aarde is niet overal gelijk. Op sommige plekken wordt de aardkorst daardoor meer verwarmd dan op andere, en zet daarom uit. Dit kan tot spanningen leiden. Wordt een bepaald deel van de lithosfeer opgewarmd dan zal ze uitzetten en zal de lithosfeer omhoog bewegen om het isostatisch evenwicht te herstellen. De grootste warmte-anomalieën bevinden zich boven divergente plaatgrenzen en zogenaamde mantelpluimen, de laatsten worden hotspots genoemd. Grootschalig vulkanisme gaat daarom vaak gepaard met tektonische opheffing. Op dezelfde manier zal tektonische daling plaatsvinden wanneer het vulkanisme ten einde is en de lithosfeer weer afkoelt.
Een speciaal geval is de oceanische lithosfeer. Deze wordt gevormd door vulkanisme bij de mid-oceanische ruggen, maar zal van de ruggen af steeds kouder worden. Vanwege het isostatisch evenwicht liggen de ruggen hoger dan de rest van oceanische bekkens. De afkoeling van een stuk oceanische lithosfeer zal na de vorming door kunnen gaan totdat de afkoeling gelijk is met de warmtestroom van onderen, uit het binnenste van de Aarde. Uit berekeningen blijkt dat dit het geval is na ongeveer 40 miljoen jaar.
De thermische processen die de isostasie beïnvloeden blijken meestal veel minder snel te verlopen de tektonische. De twee kunnen echter niet los gezien worden. Wanneer de lithosfeer door afschuivingen en bekkenvorming dunner wordt, zal de hete asthenosfeer omhoog bewegen om het isostatisch evenwicht te herstellen. Daardoor zal de lithosfeer opwarmen.

## Andere invloeden op tektoniek

### Inslagen
Op Aarde kunnen de meeste tektonische verschijnselen verklaard worden met behulp van de platentektoniek. Dit maakt onze planeet geologisch actiever dan bijna alle andere hemellichamen in het zonnestelsel met een vaste korst. Op de meeste andere planeten en manen domineert de inslagtektoniek, de vervorming van de korst als gevolg van inslagen van objecten uit de ruimte. Op Aarde maken inslagen maar een erg klein deel uit van de dynamica van de korst.

### Thermische relaxatie
Als een planeetkorst afkoelt, zal de ze enigszins krimpen. Als de korst opwarmt, zal ze uitzetten. Dit zorgt voor mechanische spanning.

### Getijden
Op hemellichamen in een baan om een ander lichaam werken getijdenkrachten, veroorzaakt door het zwaartekrachtsveld van dat lichaam. Op de Jupitermaan Io wordt de tektoniek bepaald door spanningen die worden veroorzaakt door het zwaartekrachtsveld van Jupiter. Op de meeste andere hemellichamen zijn deze krachten veel minder invloedrijk. De Aarde ondervindt getijdenkrachten van de Maan.

### Veranderingen in rotatiesnelheid
Sommige planeten, waaronder de Aarde, hebben in het verleden veranderingen in de rotatieperiode ondergaan. Zo neemt men aan dat de planeet Mercurius in het begin van haar bestaan veel sneller rond haar as draaide dat thans het geval is. Daardoor zou de vorm van Mercurius van een afgeplatte bol naar een meer gewone bolvorm gegaan zijn. De evenaarsgebieden hebben zich hierdoor samengetrokken, waardoor opschuivingsbreuken ontstonden. De poolgebieden hebben daarentegen hun oppervlakte vergroot, waardoor er slenken ontstonden. Op de gematigde breedte ontstonden ten slotte noordoost- en noordwestgerichte horizontaalverschuivingen. Van deze laatste vindt men inderdaad sporen terug op Mercurius.

### Viskeuze relaxatie
Soms kunnen er door viskeuze relaxatie, dat wil zeggen door het langzaam omlaagslibben van materiaal, ook spanningen ontstaan. Zo is er op de Saturnusmaan Tethys een grote inslag geweest die de 400 km grote Odysseus-inslagkrater deed ontstaan. Met de tijd heeft de vloer van de krater zich door viskeuze relaxatie aangepast zodat de hoogte van de kraterbodem nu dezelfde hoogte is als deze van het omliggende gebied. Door deze viskeuze relaxatie zouden er zich echter ook spanningen hebben voorgedaan in de rest van de korst waardoor zich rondom de krater een reusachtige kloof vormde. Deze slenk, Ithaca Chasma strekt zich nu over driekwart van het maanoppervlak uit.